# Pentacoelum fucoideum
Pentacoelum fucoideum är en plattmaskart som beskrevs av Westblad 1935. Pentacoelum fucoideum ingår i släktet Pentacoelum, och familjen Bdellouridae. Arten har ej påträffats i Sverige.